# Гиперемия
Гипереми́я (от др.-греч. ὑπερ- «сверх-» + αἷμα «кровь») — переполнение кровью сосудов кровеносной системы какого-либо органа или области тела.
Различают:
- активную гиперемию, или артериальную, зависящую от увеличенного притока артериальной крови;
- венозную (пассивную) гиперемию, обусловленную затруднением оттока венозной крови.

## Причины активной гиперемии
- механические — усиленная деятельность сердца, уменьшение атмосферного давления (гиперемия кожи в кровососных банках при разрежении в них воздуха);
- нервного происхождения — раздражение расширяющих сосуды нервов (тоническая гиперемия) или паралич суживающих сосуды нервов (паралитическая гиперемия).

При активной гиперемии ткань распухает, и температура её повышается. Это может произойти также при усилении лимфообращения.

## Причины венозной гиперемии
- сдавливание или сужение больших венных стволов;
- различные механические воздействия (например, продолжительное отсутствие движения в конечностях при отвесном их положении);
- при ослаблении нагнетательной деятельности сердца получается общий застой венозной крови в организме, появляются отёки, ослабление отправлений всех органов, нередко кровотечения.

При венозной гиперемии наблюдается увеличение ткани в объёме, понижение температуры, тёмно-синяя окраска.

## Гиперемии у животных
Артериальная гиперемия возникает чаще всего как местное полнокровие и характеризуется увеличением против нормы притока крови и нормальным оттоком. Чаще она носит местный характер и возникает на ограниченной территории. Различают гиперемии: ангионевротическую, коллатеральную, после анемии, вакантную и воспалительную. Венозная гиперемия возникает при недостаточности работы сердца, когда отток крови по венозным сосудам затруднён, а приток нормальный или уменьшен. Происходят накопление венозной крови в органах и тканях, расширение вен, замедление в них кровотока. Она бывает острой застойной и хронической застойной.